# Rochefort NE
| NE ist das Kürzel für den Kanton Neuenburg in der Schweiz. Es wird verwendet, um Verwechslungen mit anderen Einträgen des Namens Rochefort zu vermeiden. |

Rochefort ist eine politische Gemeinde des Kantons Neuenburg in der Schweiz.

## Geographie
Rochefort liegt auf 759 m ü. M., 9 km westlich der Kantonshauptstadt Neuenburg (Luftlinie). Die Gemeinde erstreckt sich in einer Mulde im Einzugsgebiet des Baches Merdasson am Jurasüdhang, am Eingang in das Val de Travers, in aussichtsreicher Lage hoch über dem Neuenburgersee.
Die Fläche des 20,9 km² grossen Gemeindegebiets umfasst die Geländemulde von Rochefort und das leicht eingetiefte Tal des Merdasson. Es reicht nach Osten bis zur Waldhöhe Les Pommerets (868 m ü. M.), nach Südosten in den Plan du Bois und nach Süden zum Wald von Chassagne. Die südliche Grenze bildet zeitweise die Areuse, die hier durch Erosion ein tiefes Durchbruchstal durch die vorderste Jurakette geschaffen hat. Im Westen erhebt sich die Höhe Tablettes (1288 m ü. M.). Nach Norden erstreckt sich der Gemeindeboden über das tief eingeschnittene Trockental Mauvaise Combe bis zum Moorgebiet Sagneule auf der Antiklinale des Mont Racine. Der höchste Punkt von Rochefort wird mit 1390 m ü. M. auf der Höhe der Mont-Racine-Kette erreicht. Im Norden und Nordwesten im Bereich des Passübergangs La Tourne befinden sich ausgedehnte Jurahochweiden mit den typischen mächtigen Fichten, die entweder einzeln oder in Gruppen stehen. Von der Gemeindefläche entfielen 1997 4 % auf Siedlungen, 62 % auf Wald und Gehölze, 33 % auf Landwirtschaft, und etwas weniger als 1 % war unproduktives Land.
Zu Rochefort gehören die Siedlungen Chambrelien (630 m ü. M.) am Hang unterhalb des Dorfes, Montézillon (758 m ü. M.) am Südhang von Les Pommerets,  Les Grattes de Vent (835 m ü. M.) und Les Grattes de Bise (840 m ü. M.) am Südhang der Mont-Racine-Kette oberhalb des Dorfes, La Tourne (1129 m ü. M.) auf der gleichnamigen Passhöhe sowie zahlreiche Einzelhöfe. Nachbargemeinden von Rochefort sind Boudry, Brot-Plamboz, La Sagne, Val-de-Ruz,  Val-de-Travers, Neuenburg und Milvignes.

Historisches Luftbild von Walter Mittelholzer von 1927

## Bevölkerung
Mit 1325 Einwohnern (Stand 31. Dezember 2023) gehört Rochefort zu den mittelgrossen Gemeinden des Kantons Neuenburg. Von den Bewohnern sind 87,7 % französischsprachig, 5,4 % deutschsprachig und 1,4 % englischsprachig (Stand 2000). 1950 hatte Rochefort 517 Einwohner; seit etwa 1970 hat sich die Bevölkerungszahl nahezu verdoppelt.

## Politik
Die Stimmenanteile der Parteien anlässlich der Nationalratswahl 2023 betrugen: FDP 25,0 % (−5,1 %), GPS 23,6 % (−4,1 %), SP 18,3 % (+4,8 %), SVP 17,6 % (+7,8 %), PdA 6,6 % (±0,0 %), glp 5,6 % (−3,8 %), Mitte 1,4 % (−1,0 %), EDU 0,7 % (+0,7 %).

## Wirtschaft
Rochefort war bis Mitte des 20. Jahrhunderts ein hauptsächlich durch die Landwirtschaft geprägtes Dorf. Noch heute spielen der Ackerbau im unteren Gemeindeteil und die Viehzucht und Milchwirtschaft auf den Jurahöhen eine gewisse Rolle. Weitere Arbeitsplätze gibt es in einem feinmechanischen Betrieb sowie im lokalen Kleingewerbe. In den letzten Jahrzehnten hat sich Rochefort zu einer Wohngemeinde entwickelt. Viele Erwerbstätige sind Wegpendler, die in der Region Neuenburg arbeiten.

## Verkehr
Die Gemeinde ist verkehrsmässig gut erschlossen. Sie liegt an der Hauptstrasse von Neuenburg in das Val de Travers und weiter über den Grenzübergang von Les Verrières nach Pontarlier in Frankreich. Diese Verkehrsachse wird bei Rochefort von der Strasse gekreuzt, die von Colombier über den Pass La Tourne nach Les Ponts-de-Martel führt. Am 1. Dezember 1859 wurde die Bahnstrecke Neuenburg–La Chaux-de-Fonds eingeweiht. Der Spitzkehrenbahnhof Chambrelien befindet sich westlich der Siedlung dieses Namens. Für die Feinverteilung im öffentlichen Verkehr sorgt die Buslinie von Colombier via Rochefort nach Les Grattes de Bise.

## Geschichte
Im Jahr 1867 wurde auf dem Gemeindegebiet die in prähistorischer Zeit benutzte Höhle von Cotencher entdeckt. Ausgrabungen von 1916 bis 1918 förderten sowohl Knochen von Höhlenbären als auch Steingeräte zutage, die zur Zeit der Moustérien-Kultur verwendet wurden. Der Oberkiefer eines Neandertalers wurde 1964 entdeckt.
Das 1184 als Rupeforti erwähnte Rochefort war seit dieser Zeit Sitz der gleichnamigen Kastlanei. Diese stand seit dem 14. Jahrhundert unter der Oberhoheit der Grafen von Neuenburg. Seit 1648 war Neuenburg Fürstentum und ab 1707 durch Personalunion mit dem Königreich Preussen verbunden. 1806 wurde das Gebiet an Napoleon I. abgetreten und kam 1815 im Zuge des Wiener Kongresses an die Schweizerische Eidgenossenschaft, wobei die Könige von Preussen bis zum Neuenburgerhandel 1857 auch Fürsten von Neuenburg blieben.
Die Familie Béguin  und Renaud ist seit 1452 in Rochefort in Les Grattes nachgewiesen. Es ist die Heimatgemeinde der Familie Béguin. 14 Generationen sind bis 2012 genealogisch nachgewiesen. Ihre Wappen stellen 2 Löwen mit einem schrägen Band mit drei Rosen dar. Der Regierungsrat Jacques Béguin aus Le Crêt du Locle gehörte auch dieser Familie an.

## Sehenswürdigkeiten
Die reformierte Kirche von Rochefort wurde 1755 errichtet. Am Eingang in das enge Durchbruchstal der Areuse befinden sich die Ruinen der ehemaligen Burg Rochefort, die einst den Verkehr in das Val de Travers kontrollierte. Die Burg war jedoch bereits im 16. Jahrhundert nicht mehr bewohnt.